# 鄧恩 (伊利諾伊州)
鄧恩（英語：Dunn）是位於美國伊利諾伊州莫爾特里縣的一個非建制地區。該地的面積和人口皆未知。

## 地理
鄧恩的座標為39°37′34″N 88°41′30″W / 39.62611°N 88.69167°W，而該地的平均海拔高度為199米（即653英尺）。